# Palazzo della Pilotta

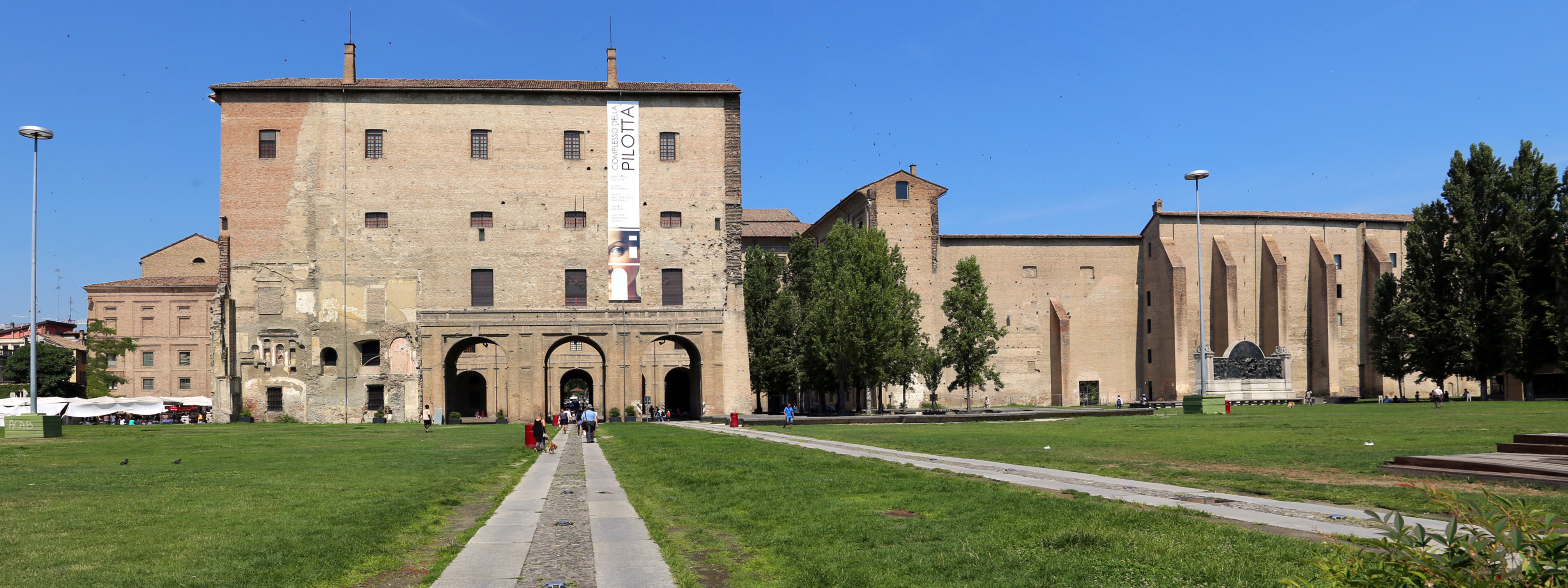
Palazzo della Pilotta

El Palazzo della Pilotta es un complejo de edificios situados entre Piazzale della Pace y el Lungoparma, en el centro histórico de Parma, región de Emilia Romagna, Italia. Su nombre deriva del juego de pelota (“pilota” en Valenciano) al que jugaban los soldados españoles destacados en Parma.

## Historia

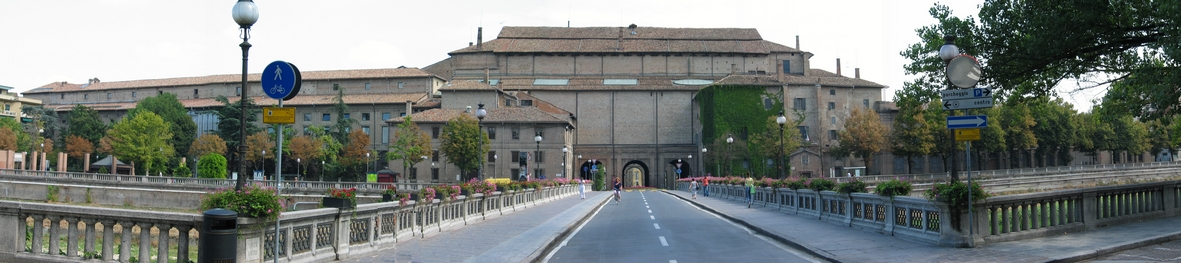
Vista panorámica desde el Puente Verdi (entrada al Parque ducal).

Construido alrededor de 1583, durante los últimos años del gobierno del Octavio Farnesio, duque de 1556 a 1586, se desarrolló en torno al corredor (Corridore) que conecta la torre del homenaje llamada Rocchetta, de la que quedan rastros en un lado del río Parma, al Palacio Ducal. Esta última obra, iniciada en 1622 en tiempos del duque Ranuccio I (de 1592 a 1622), nunca fue terminada. La fachada en la Piazza della Ghiaia ha desaparecido y la aneja iglesia Dominicana de San Pedro fue demolida sólo recientemente.
El complejo existente incluye tres patios: el Cortile di San Pietro Martire (ahora más conocido como Cortile della Pilotta); el Cortile del Guazzatoio (originalmente della pelota); y el Patio de la Racchetta. La Pilotta contenía un gigantesco salón, que más tarde fue convertido en el Teatro Farnese; los establos y las residencias; el Salón de la Academia y otras habitaciones.
Acabado el dominio de la familia Farnesio en Parma, gran parte de los bienes muebles del palacio fueron retirados por el entonces duque Carlos I, más tarde rey de España, y llevados a Nápoles en la década de 1730. La Biblioteca Palatina se estableció aquí hacia 1769. Entre otros personajes, Isabel Farnesio, reina consorte de España, nació aquí en 1692.

## El Palacio hoy en día
En 2015, el edificio contenía, además de la Biblioteca, una serie de instituciones culturales y museos:
- Museo archeologico nazionale di Parma
- Istituto d'Arte Paolo Toschi
- Biblioteca Palatina
- Museo Bodoniano
- Teatro Farnese
- Galleria Nazionale di Parma

## Galleria de fotos

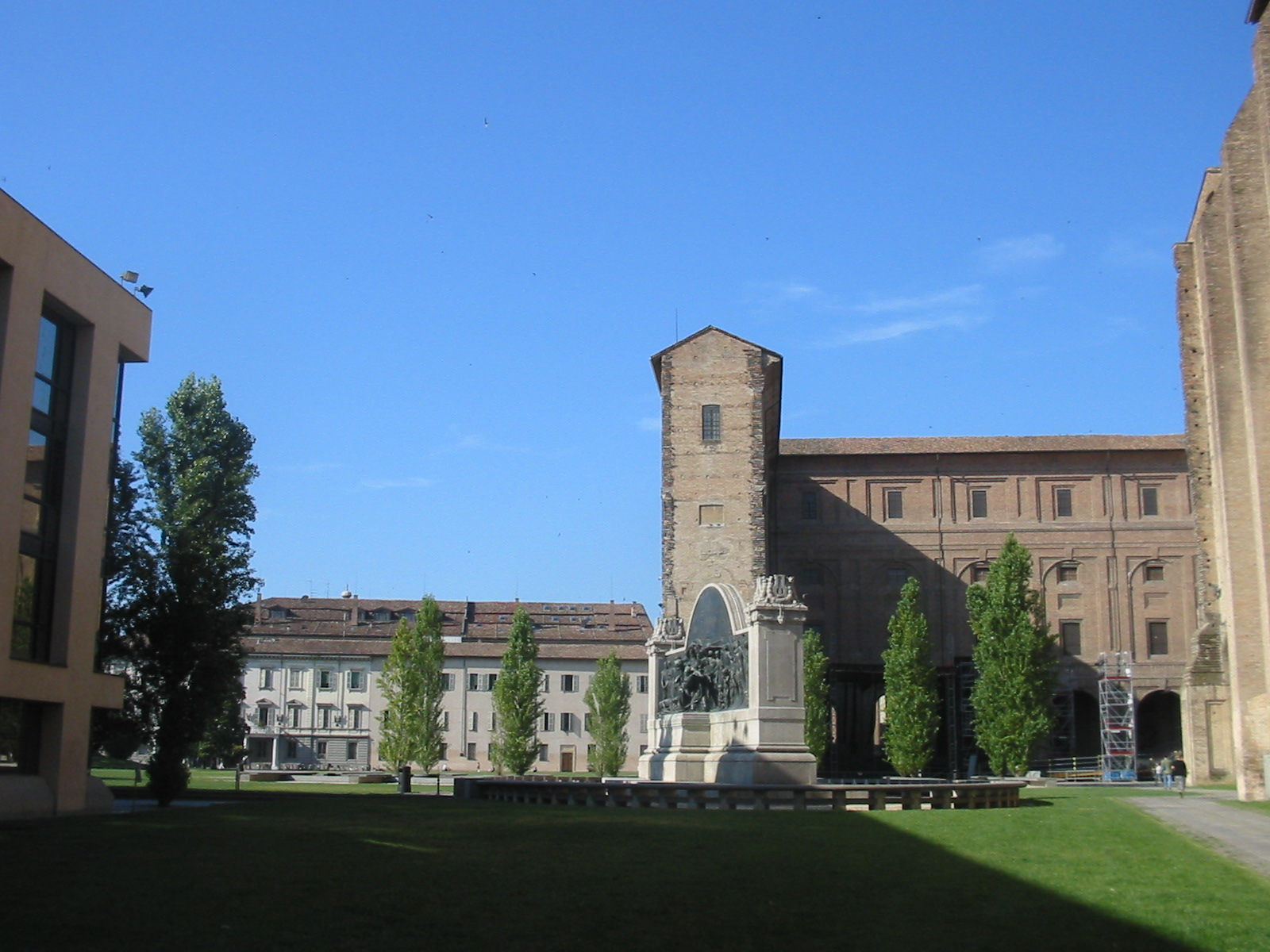
El cortile della Pilotta
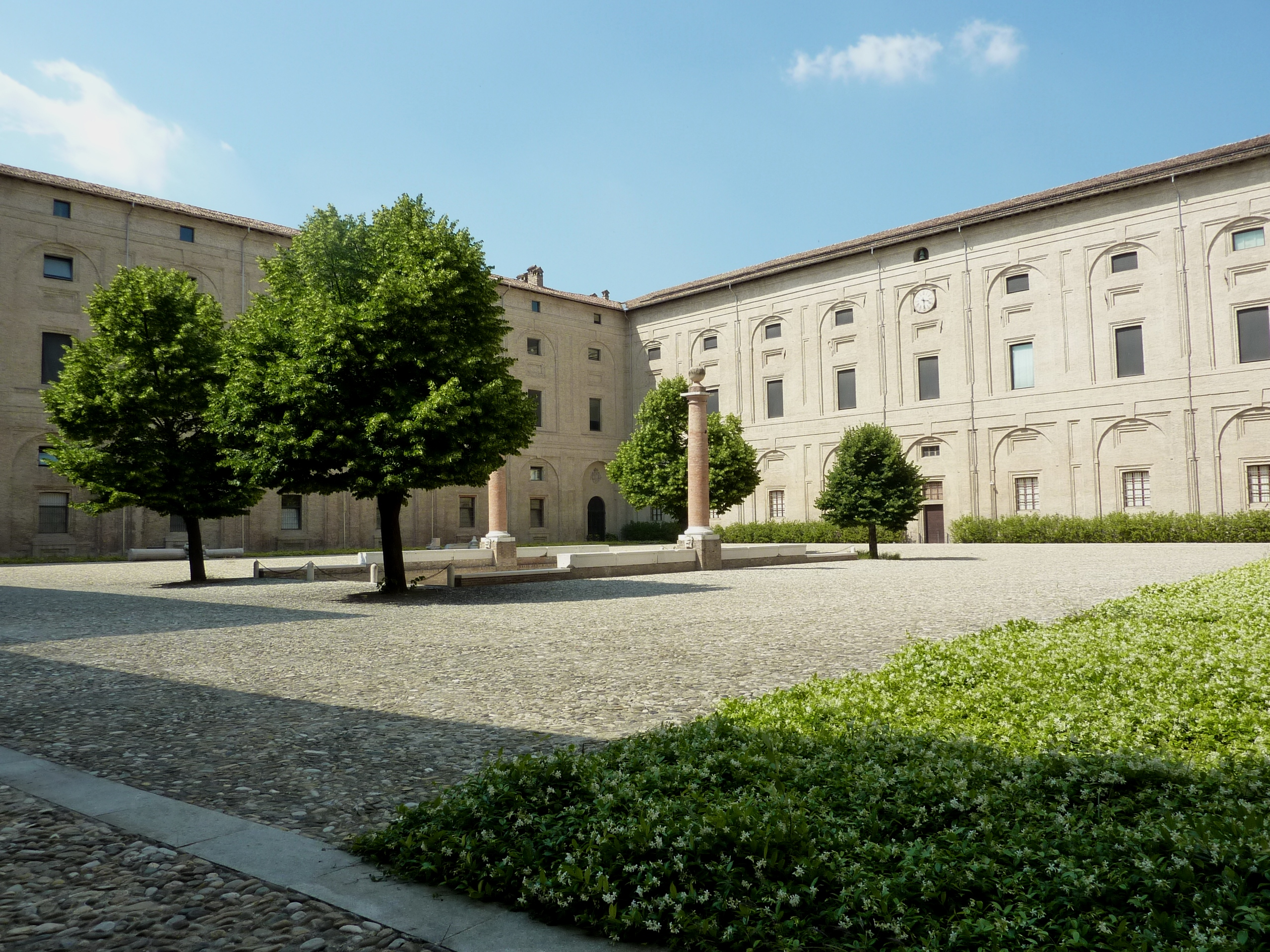
El cortile del Guazzatoio
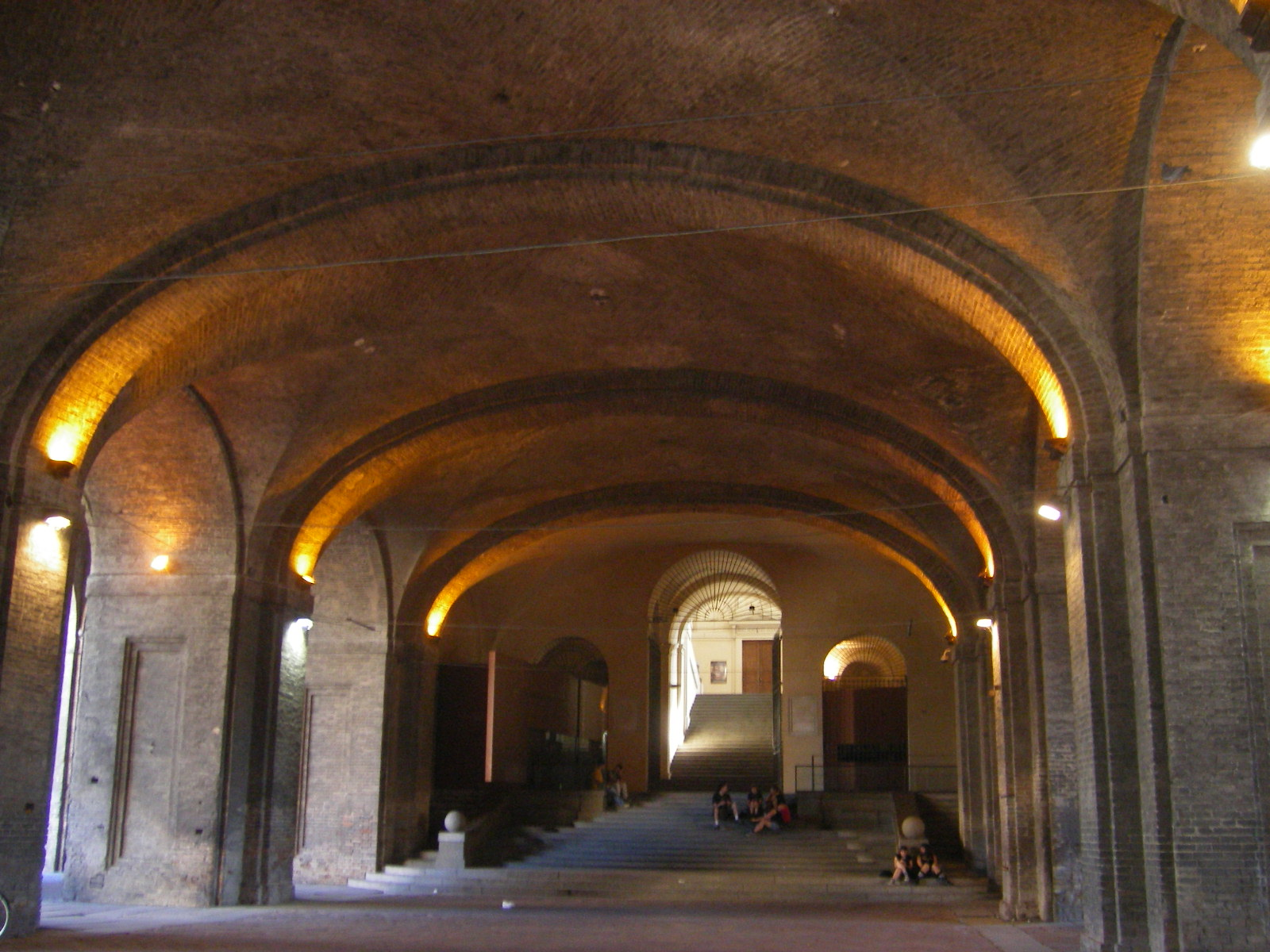
Galería o pórtico de la Pilotta"
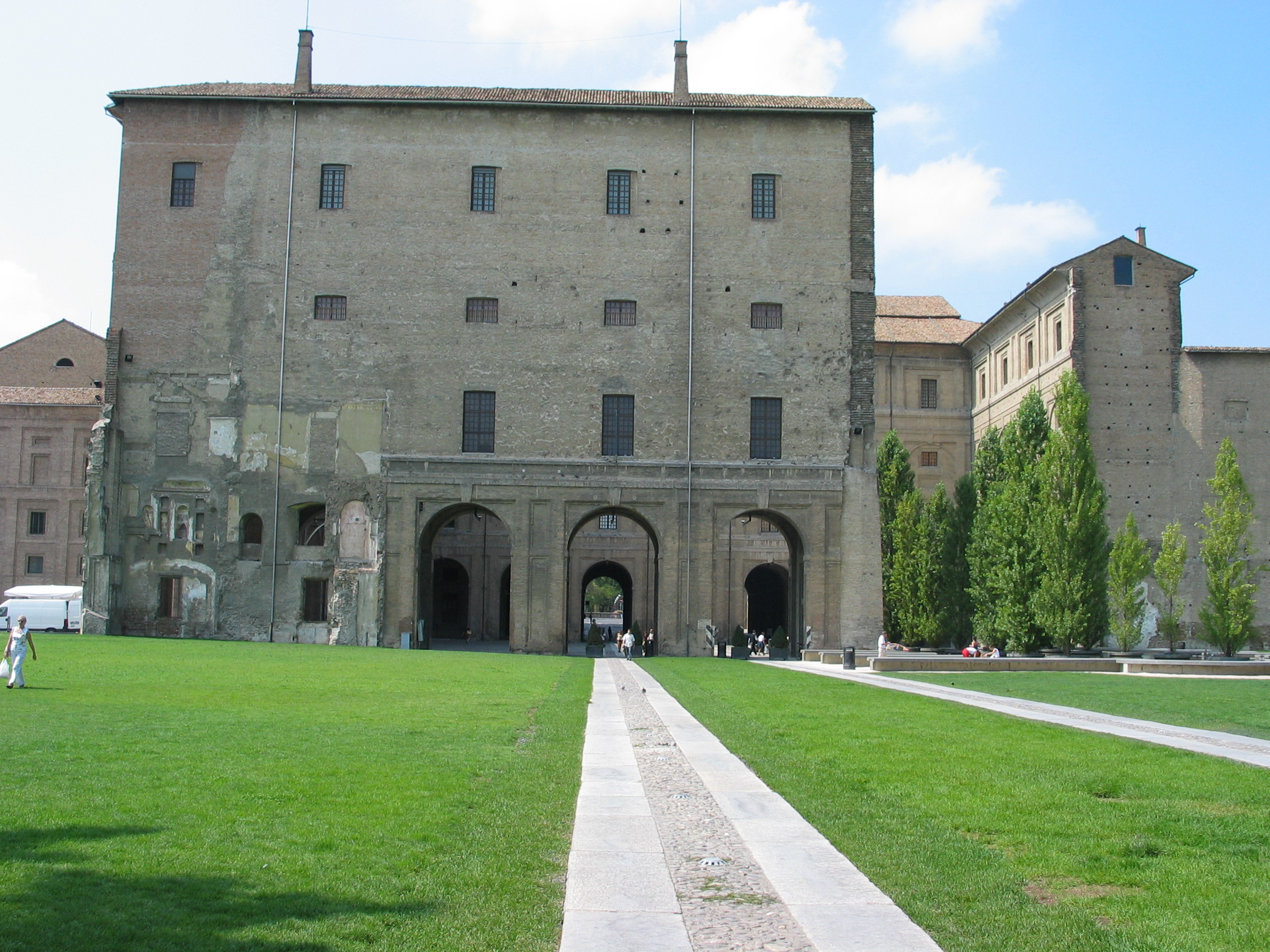
Paseo peatonal que va de via Garibaldi al Palazzo della Pilotta
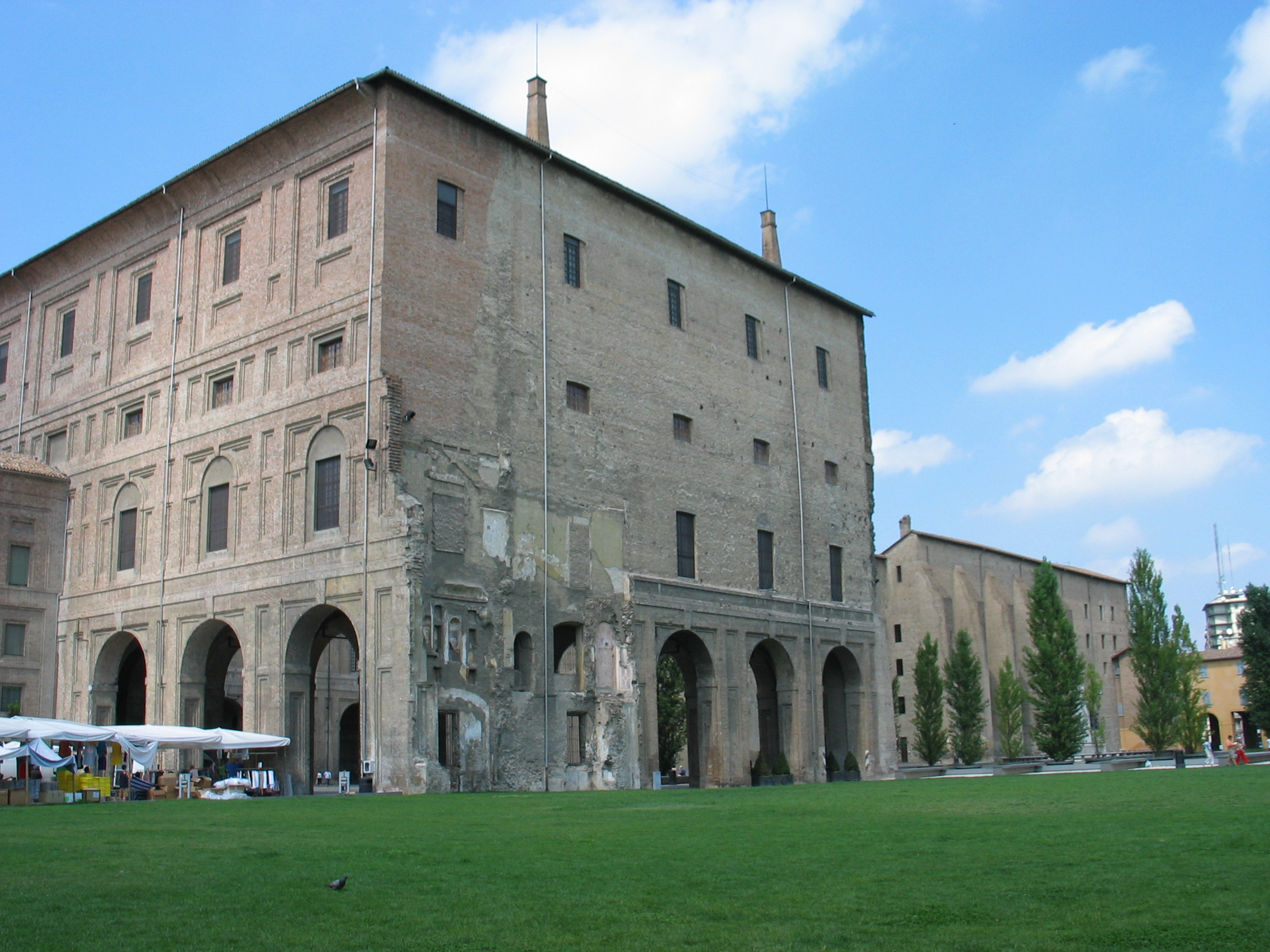
Palazzo della Pilotta